# Wilhelm Blume (Pädagoge)
Friedrich Wilhelm Blume (* 8. Februar 1884 in Wolfenbüttel; † 17. November 1970 in Berlin) war ein deutscher Pädagoge. Er zählte zur Spitze der Reformpädagogik in der Weimarer Republik. Er war Begründer der Schulfarm Insel Scharfenberg in Berlin und Gründungsdirektor der Pädagogischen Hochschule Berlin.

## Leben

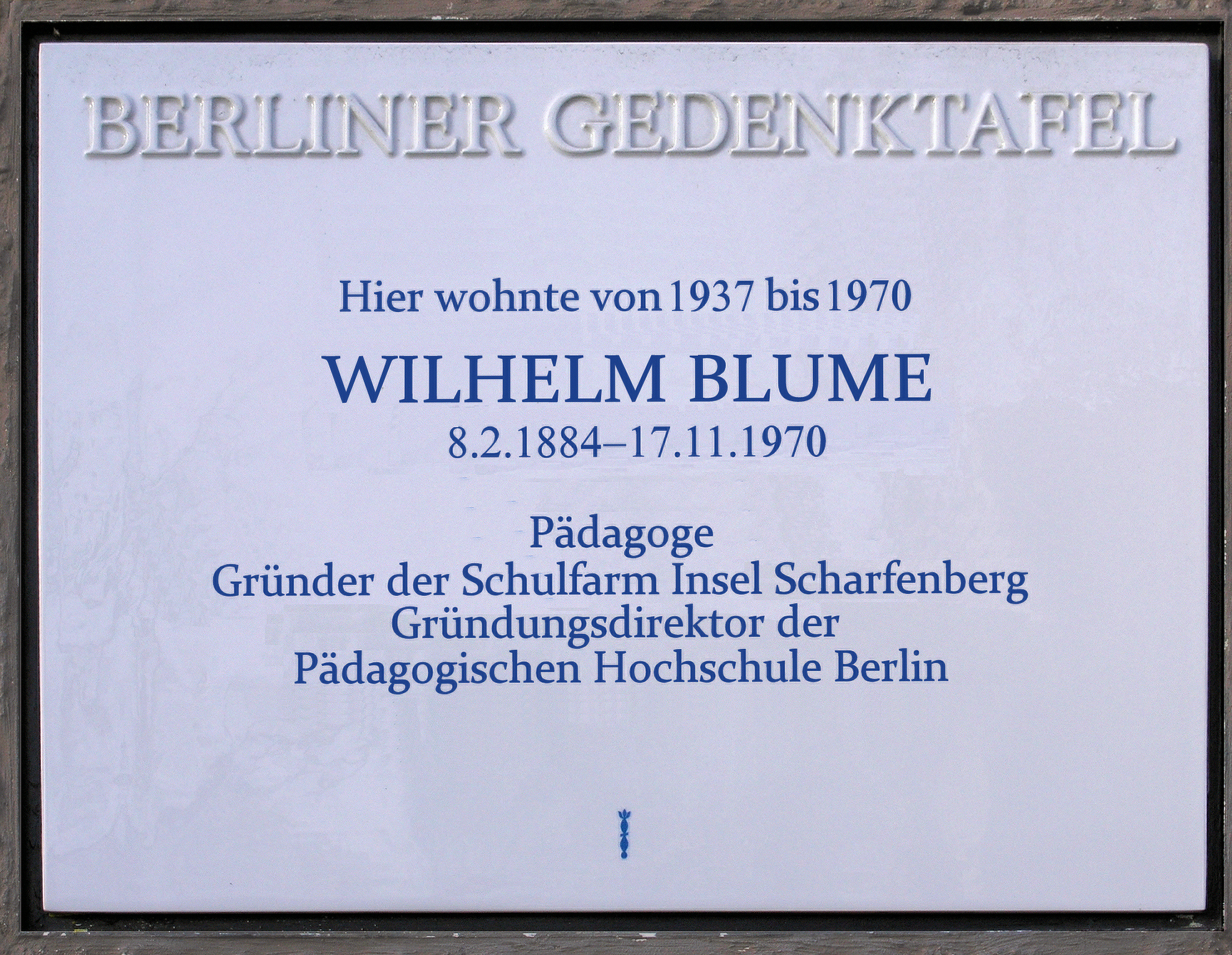
Berliner Gedenktafel am Haus Speerweg 36, in Berlin-Frohnau

Wilhelm Blume war der Sohn eines Bürgerschullehrers und bestand sein Abitur am 1. April 1902 am Herzoglichen Gymnasium Wolfenbüttel. Er begann sein Studium der Germanistik und Geschichte im Sommersemester 1902 in Heidelberg, setzte es danach mit einjähriger Unterbrechung bis 1909 in Berlin fort und trat 1910 in den preußischen Schuldienst ein. Er verbrachte das Seminarjahr ab Ostern 1911 am Berliner Lessing-Gymnasium, war anschließend Referendar am Humboldtgymnasium in der Gartenstraße in Berlin-Mitte (heute Filialgebäude der Papageno-Grundschule) und Hilfslehrer an der Berliner 10. Realschule, wo er im April 1914 seine erste Festanstellung als Oberlehrer erhielt.
1915 kehrte er an das Humboldtgymnasium zurück, wo er bis 1922 unterrichtete. Im Frühjahr 1922 gründete er auf der Insel Scharfenberg im Tegeler See die Schulfarm Insel Scharfenberg, als deren Leiter er 1929 zum Oberstudiendirektor ernannt wurde. Dieses Jungeninternat nahm Schüler von allen Arten der damaligen höheren Schulen sowie auch Absolventen von Volksschulen auf und verstand sich als eine Art „höhere Sammelschule“ (Urform der Gesamtschule). Die „Schulfarm“ war neben dem von Fritz Karsen seit Herbst 1921 geleiteten Neuköllner Kaiser-Friedrich-Realgymnasium, wo in den 1920er Jahren der erste Versuch einer Einheitsschule umgesetzt wurde, und den von Wilhelm Paulsen ab 1921 in Berlin propagierten Lebensgemeinschaftsschulen die bedeutendste reformpädagogische Schule im Berlin der Weimarer Republik.
Ab Ostern 1932 wurde Blume in einem Doppeldirektorat neben der Leitung der Schulfarm auch die Leitung des Humboldt-Gymnasiums in Berlin-Tegel übertragen, die er durchgehend bis November 1946 behielt. Die Heimleitung der Schulfarm wurde Blume dagegen im Herbst 1933 entzogen; im Frühjahr 1934 trat er dort auch als Schulleiter zurück. Ab Mai 1945 bis November 1946 übernahm er die Leitung der Inselschule erneut neben der des Humboldtgymnasiums.
Im Wintersemester 1946/1947 wurde Blume vom Berliner Magistrat „zum Leiter der neu zu errichtenden Pädagogischen Hochschule“ von Groß-Berlin berufen. Er begann seine engagierte Tätigkeit als erster Direktor dieser Hochschule zu einem Zeitpunkt, als sich die politische Spaltung Berlins bereits abzeichnete. In seinem Gesamtansatz des Hochschulbetriebes suchte und fand Blume in allen vier Sektoren Berlins Ausbildungsstätten. Seinem Bestreben „in der äußeren Lokalität den Viermächte-Status der Hochschule zu dokumentieren“ arbeiteten die Vertreter zweier Besatzungsmächte als Kontrahenten entgegen. Die 1948 einsetzende Spaltung der Stadtverwaltung zerteilte auch die Administration der Hochschule „in eine westliche und östliche Institution“. In expliziter Formulierung lehnte er es ab, die „Sezession an weithin sichtbarer Stelle“ mitzumachen. In den „ersten Dezembertagen 1948“ reichte Blume den Politikern seinen Rücktritt ein und erklärte ihn auch den Studenten „in einer überfüllten Aula“.

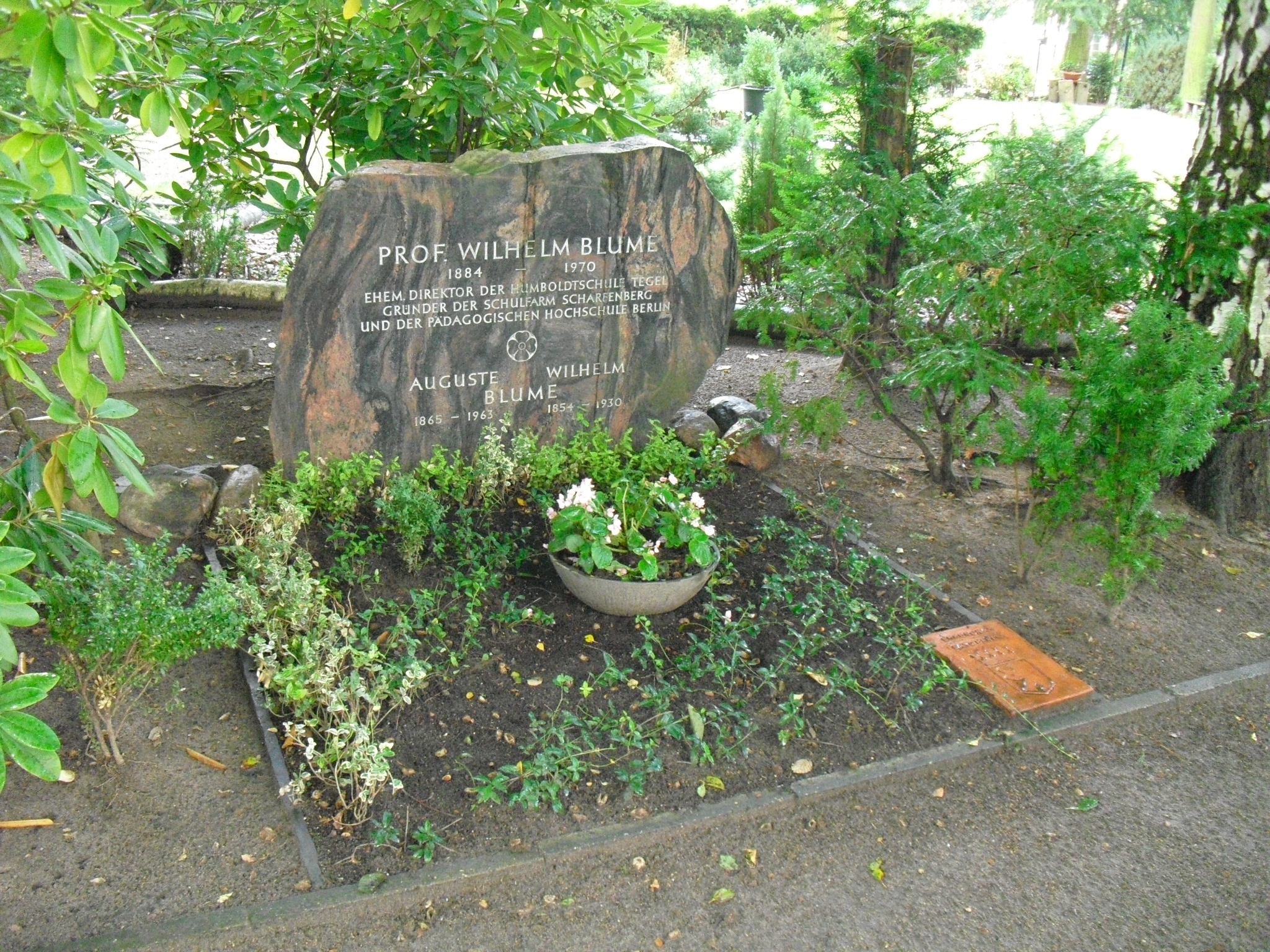
Ehrengrab von Wilhelm Blume auf dem Friedhof Tegel

Mit der Gründung der Schulfarm 1922 war Blume auf die Insel Scharfenberg gezogen. 1932 bezog er die Schulleiterwohnung in der Humboldtschule. 1937 ließ er sich von dem Architekten Fritz August Breuhaus de Groot in Frohnau – heutiger Speerweg 38 – ein avantgardistisches Landhaus, den 'Fasanenhof', heute unter Denkmalschutz stehend und 'Blumeshof' genannt, erbauen und wohnte hier bis zu seinem Tod.
Wilhelm Blume starb im November 1970 im Alter von 86 Jahren in Berlin. Die Beisetzung erfolgte auf dem landeseigenen Friedhof Tegel.

## Ehrungen
1953 wurde Blume mit dem Verdienstkreuz der Bundesrepublik Deutschland ausgezeichnet. Nach ihm wurde die Wilhelm-Blume-Allee im Berliner Bezirk Reinickendorf benannt. 
Auf Beschluss des Berliner Senats ist die letzte Ruhestätte von Wilhelm Blume auf dem Friedhof Tegel „Am Nordgraben“ (Grablage: Abt. VI a-2-9) seit 1973 als Ehrengrab des Landes Berlin gewidmet. Die Widmung wurde zuletzt im August 2021 um die inzwischen übliche Frist von zwanzig Jahren verlängert.

## Werke

### Monographien (in Auswahl)
- Goethe. Lebensbild (= Schwalbenbuch, 20), Berlin u. a. 1949.
- mit Gerhard Frühbrodt: Das dreizehnte Schuljahr. 7 Kapitel zu seiner Problematik und praktischen Gestaltung (= Vergleichende Erziehung. Schriftenreihe der Pädagogischen Arbeitsstelle, 4), Wiesbaden 1955.

### Aufsätze (in Auswahl)
- Die Schulfarm auf der städtischen Insel Scharfenberg bei Berlin. In: Franz Hilker (Hrsg.): Deutsche Schulversuche. Berlin 1924, S. 312–330.
- Die Schulfarm Insel Scharfenberg. In: Jens Nydahl (Hrsg.): Das Berliner Schulwesen. Berlin 1928, S. 135–186 und S. 568f. (Digitalisat der UB Paderborn (ganzer Band)).
- als Bearbeiter: Aus dem Leben der Schulfarm Insel Scharfenberg. Bilder, Dokumente, Selbstzeugnisse von Eltern, Lehrern, Schülern. In: Das Werdende Zeitalter. Eine Monatsschrift für Erneuerung der Erziehung, Jg. 7 (1928), S. 329–404. (Digitalisat der UB Paderborn).